# Topologia porządkowa
Topologia porządkowa – topologia wyznaczona przez porządek liniowy w pewnym zbiorze. Naturalnym przykładem topologii porządkowej jest prosta rzeczywista z topologią generowaną przez przedziały otwarte.

## Konstrukcja
Niech {\displaystyle (X,\leqslant )} będzie zbiorem co najmniej dwuelementowym liniowo uporządkowanym. Dla {\displaystyle a,b\in X\,a<b} określamy zbiory
- {\displaystyle (a,b)=\{x\in X\colon \,a<x<b\},}
- {\displaystyle (\leftarrow ,a)=\{x\in X\colon \,x<a\},}
- {\displaystyle (a,\rightarrow )=\{x\in X\colon \,a<x\},}

które będziemy nazywać przedziałami. Rodzina wszystkich zbiorów tej postaci, spełnia warunki B1-B2, a więc wyznacza bazę pewnej topologii. Topologię tę nazywa się topologią przedziałową bądź topologią wyznaczoną przez rodzinę przedziałów.

### Topologie porządkowe dolne i górne
Oczywiście rodziny {\displaystyle \{(\leftarrow ,a)\colon \,a\in X\},} {\displaystyle \{(a,\rightarrow )\colon \,a\in X\}} również spełniają warunki B1-B2, ale wyznaczają inne topologie. Topologie te nazywamy topologiami porządkowymi, odpowiednio, dolną i górną.

## Własności
- Jeżeli zbiór liniowo uporządkowany w sposób gęsty zawiera przeliczalny podzbiór gęsty {\displaystyle D} oraz wprowadzimy w tym zbiorze topologię porządkową, to ma ona ciężar przeliczalny. Istotnie, poniższa rodzina przedziałów jest przeliczalną bazą tej topologii:

{\displaystyle {\mathcal {B}}=\{\{(a,b)\colon \;a,b\in D\}\cup \{(\leftarrow ,a)\colon \;a\in D\}\cup \{(a,\rightarrow )\colon \;a\in D\}\}.}
- Każda przestrzeń topologiczna z topologią porządkową jest przestrzenią typu T1.